# 第2屆日本電影學院獎
第2回日本電影學院獎（だい2かいにほんあかでみーしょう）于1979年（昭和54年）4月9日进行公布和颁奖仪式。
在于表彰1978年（昭和53年）1月1日至1978年（昭和53年）12月31日期间在日本商业上映一个星期以上的优秀电影作品。在京王广场饭店举行，主持人是宝田明和平田昭彥，由日本電視台进行直播。

## 最優秀作品奖
- 《事件（日语：事件_(大岡昇平)）》

### 優秀作品奖
- 《愛的亡靈（日语：愛の亡霊）》
- 《鬼畜（日语：鬼畜_(松本清張)）》
- 《三壘手（日语：サード_(映画)）》
- 《柳生一族的陰謀（日语：柳生一族の陰謀）》

## 最優秀監督奖
- 野村芳太郎（日语：野村芳太郎）- 《事件（日语：事件_(大岡昇平)）》、《鬼畜（日语：鬼畜_(松本清張)）》

### 優秀監督奖
- 大島渚 - 《愛之亡靈（日语：愛の亡霊）》
- 田中登（日语：田中登） - 《人妻集團暴行致死事件》(人妻集団暴行致死事件)、《好色五人女（日语：好色五人女）》
- 藤田敏八 - 《危險關係(日本電影)》、《每個不歸路的日子》（帰らざる日々）
- 山田洋次 - 《男人真命苦21 走自己的路》、《男人真命苦22 傳說中的寅次郎》

## 最優秀脚本奖
- 新藤兼人 - 《事件（日语：事件_(大岡昇平)）》

### 優秀脚本奖
- 井手雅人（日语：井手雅人） - 《ダイナマイトどんどん（日语：ダイナマイトどんどん）》／《鬼畜（日语：鬼畜 (松本清張)）》
- 寺山修司 - 《三壘手（日语：サード_(映画)）》
- 野上龍雄（日语：野上龍雄）／松田寛夫（日语：松田寛夫）／深作欣二 - 《柳生一族的陰謀（日语：柳生一族の陰謀）》
- 藤田敏八／中岡京平（日语：中岡京平） - 《不歸的日子》（帰らざる日々）

## 最優秀主演男優奖
- 緒形拳 -《鬼畜（日语：鬼畜 (松本清張)）》

### 優秀主演男優奖
- 渥美清 - 《男人真命苦第21集：走自己的路》、《男人真命苦第22集：傳說中的寅次郎》
- 永島敏行 - 《事件（日语：事件 (大岡昇平)）》、《三壘手（日语：サード (映画)）》、《不歸的日子》（帰らざる日々）
- 萬屋錦之介（日语：萬屋錦之介） - 《柳生家族的陰謀（日语：柳生一族の陰謀）》
- 渡瀨恆彥（日语：渡瀬恒彦） - 《皇帝不在的八月（日语：皇帝のいない八月）》

## 最優秀主演女優奖
- 大竹忍 - 《事件(大岡昇平)（日语：事件_(大岡昇平)）》

### 優秀主演女優奖
- 梶芽衣子（日语：梶芽衣子） - 《曾根崎情死》
- 谷直美 -  《薔薇的肉體》 （薔薇の肉体)
- 松坂慶子 - 《事件(大岡昇平)（日语：事件_(大岡昇平)）》
- 吉行和子 - 《愛的亡靈（日语：愛の亡霊）》

## 最優秀助演男優奖
- 渡瀬恒彦（日语：渡瀬恒彦） - 《事件(大岡昇平)（日语：事件_(大岡昇平)）》

### 優秀助演男優奖
- 嵐寛寿郎（日语：嵐寛寿郎） - 《橙路特快（日语：オレンジロード急行）》／《ダイナマイトどんどん（日语：ダイナマイトどんどん）》
- 田中邦衛 - 《ダイナマイトどんどん（日语：ダイナマイトどんどん）》
- 千叶真一 - 《柳生一族的陰謀（日语：柳生一族の陰謀）》
- 夏八木勲（日语：夏八木勲） - 《冬之華（日语：冬の華）》／《野性的證明》

## 最優秀助演女優奖
- 大竹忍 - 《事件（日语：事件_(大岡昇平)）》／《聖職之碑（日语：聖職の碑）》

### 優秀助演女優奖
- 小川眞由美 - 《鬼畜（日语：鬼畜 (松本清張)）》／《秋天燃燒（日语：燃える秋）》
- 香川京子 - 《翼は心につけて（日语：翼は心につけて）》
- 左幸子 - 《曾根崎情死》
- 宮下順子（日语：宮下順子） - 《ダイナマイトどんどん（日语：ダイナマイトどんどん）》／《雲霧仁左衛門(电影)（日语：雲霧仁左衛門_(映画)）》

## 最優秀音楽奖
- 武滿徹 - 《秋天燃燒（日语：燃える秋）》／《愛的亡靈（日语：愛の亡霊）》

### 優秀音楽奖
- 芥川也寸志 - 《鬼畜（日语：鬼畜 (松本清張)）》
- 伊福部昭 - 《吟公主（日语：お吟さま）》
- 佐藤勝 - 《皇帝不在的八月（日语：皇帝のいない八月）》
- 林光 - 《聖職之碑（日语：聖職の碑）》

## 最優秀技術奖
- 川又昂（摄影） - 《事件（日语：事件_(大岡昇平)）》／《鬼畜（日语：鬼畜 (松本清張)）》

### 優秀技術奖
- 井川徳道（美術） - 《柳生一族的陰謀（日语：柳生一族の陰謀）》／《日本の首領 完結篇》／《冬の華》
- 岡本健一（照明） - 《愛的亡靈（日语：愛の亡霊）》
- 木村威夫（美術） - 《吟公主（日语：お吟さま）》
- 宮島義勇（摄影） - 《愛的亡靈（日语：愛の亡霊）》／《赤穂城断絶》
- 安田哲男（録音） - 《愛的亡靈（日语：愛の亡霊）》

## 最優秀外国作品奖
- 《家族的肖像（義大利語：Gruppo_di_famiglia_in_un_interno）》

### 優秀外国作品奖
- 《轉折點（英语：The Turning Point）》
- 《再見女郎》
- 《星球大战IV：新希望》
- 《第三類接觸》